# Eremobates bajaensis
Espèce
Eremobates bajaensis est une espèce de solifuges de la famille des Eremobatidae.

## Distribution
Cette espèce est endémique de Basse-Californie au Mexique,.

## Description
Le mâle holotype mesure 21,0 mm.

## Étymologie
Son nom d'espèce, composé de baja et du suffixe latin -ensis, « qui vit dans, qui habite », lui a été donné en référence au lieu de sa découverte, la Basse-Californie.

## Publication originale
- Muma, 1986 : New species and records of Solpugidae (Arachnida) from Mexico, Central America, and the West Indies. Novitates Arthropodae, vol. 2, no 3, p. 1-31 (texte intégral).